# Christofer Abrahamsson
Christofer Abrahamsson, född 24 maj 1977, är en svensk före detta professionell ishockeyspelare.